# Barney Gumble
Barnard «Barney» Gumble (Barney Gómez en Hispanoamérica hasta la temporada 24) es un personaje ficticio de la serie de televisión de dibujos animados Los Simpson. Es el alcohólico de Springfield, seguidor de lord Palmerston y uno de los mejores amigos del protagonista, Homer Simpson. Decidió dejar de beber en el capítulo «Days of Wine and D'oh'ses», coescrito por Dan Castellaneta, y se mantuvo sobrio durante varias temporadas. Barney eructa en forma casi continua, producto de su copiosa ingesta de cerveza.
Fue creado por el dibujante Matt Groening, que para inventarlo se inspiró en el personaje Pablo Mármol de Los Picapiedra, e hizo su debut en televisión el 17 de diciembre de 1989, en el episodio «Simpsons Roasting on an Open Fire: The Simpson's Christmas Special». Fue uno de los primeros personajes en aparecer en la serie, al margen de la familia Simpson y ha sido el protagonista principal de unos pocos episodios, como por ejemplo el ya nombrado «Days of Wine and D'oh'ses».
La voz original del personaje es proporcionada por Dan Castellaneta. En Hispanoamérica, es doblado por Bardo Miranda de la primera hasta la 15° temporada (incluida), y de la 32° temporada en adelante, siendo reemplazado durante mucho tiempo por Gerardo Vásquez de la 16° temporada a la 31° (incluida). En España, fue doblado por Luis Marín de la temporada 1 a la 23, luego por Miguel Zúñiga de la 24 a la 28, y desde la temporada 29 es doblado por Juan Carlos Lozano.

## Rol enLos Simpson
Barney Gumble nació un 20 de abril, como Homer recuerda en el episodio «Viva Ned Flanders», ya que coincide con el cumpleaños de Adolf Hitler, y en «A Star is Burns» él mismo dice tener más de cuarenta años. Su padre, Arnie, era un veterano de la Segunda Guerra Mundial que murió en 1979 durante un desfile de carrozas. De su madre se sabe poco, excepto que vive o vivió en Noruega y que en algún momento sirvió en la Armada de los Estados Unidos. En el episodio «Treehouse of Horror XVII», Barney mencionó que su madre es polaca. En el capítulo «$pringfield (or, How I Learned to Stop Worrying and Love Legalized Gambling)» afirmó haber estudiado danza durante unos años, incluyendo moderna y claqué.
Dos episodios muestran su inicio en el consumo de alcohol, aunque estos presentan versiones diferentes. En «Mr. Plow» se ve un flashback en donde se muestra a Homer y Barney de adolescentes, con este último a punto de ingresar a la Universidad de Harvard. Entonces, Homer le da una cerveza a Gumble, que en un principio no quiere. Finalmente accede a beber «solo un trago», y al probar un sorbo se bebe toda la lata, comenzando así su alcoholismo. Sin embargo, en «She Used to Be My Girl» se le atribuye su comienzo en la bebida a ser abandonado por su novia de la escuela, Chloe Talbot, quien dejó Springfield para continuar su carrera de periodista. También su alcoholismo sea su razón por la que tiene sobrepeso, por en el capítulo "Mr. Plow" la versión adolescente de Barney parecía estar delgada antes de comenzar su alcoholismo.

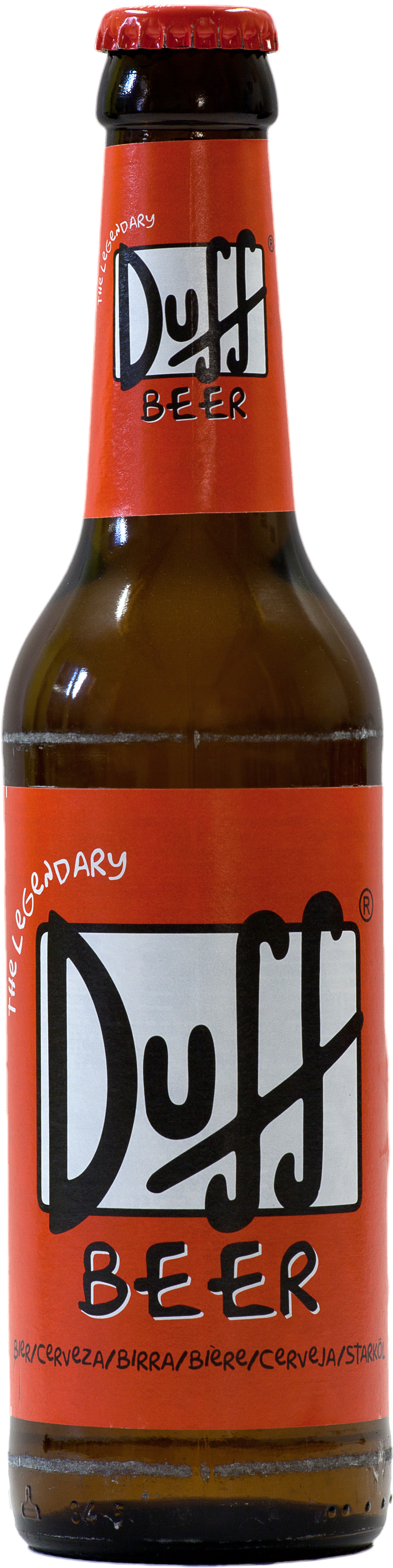
Botella de cerveza Duff, la marca preferida de Barney.

En «Homer's Barbershop Quartet» formó parte del cuarteto llamado The Be Sharps —nombrados Los Solfamidas en España y Los Borbotones en Hispanoamérica— junto a Homer Simpson, Apu Nahasapeemapetilon y Seymour Skinner. Barney fue invitado al grupo luego de que los otros miembros lo escucharan cantar en el baño de la taberna de Moe. En 1986 los Be Sharps ganaron un Premio Grammy al mejor soul, palabra hablada o cuarteto vocal. Luego de las disputas creativas entre los miembros, Barney comenzó a salir con una artista conceptual japonesa. Al ver que dejaron de ser populares, el grupo se separó. En «Simpson Tide» sirvió, como hizo en algún tiempo su madre, a la reserva de la Armada de los Estados Unidos en el submarino USS Jebediah junto a Homer, Moe y Apu.
Fue rescatado de un pozo de alquitrán por el elefante mascota de Bart, Stampy, en el capítulo «Bart Gets an Elephant». En el ya nombrado episodio «Mr. Plow», al igual que Homer, comenzó un negocio de quitanieves. En capítulos posteriores como «O Brother, Where Bart Thou?» y «Miracle on Evergreen Terrace» se aprecia que Barney todavía conduce su camión de «Plow King». En «La elección de Selma» se da a entender que puede ser padre de una considerable cantidad de bebés, ya que durante un tiempo fue donador de esperma. También realizó un documental sobre su adicción alcohólica titulado Pukahontas en «A Star is Burns», que ganó el primer premio en el Festival de Cine de Springfield. Barney, dispuesto a dejar de beber, fue galardonado para su desgracia con un suministro de por vida de cerveza Duff.
En «Deep Space Homer» fue capacitado por la NASA como astronauta, al igual que Homer. Luego de hacerlos competir uno contra otro, los investigadores de la NASA descubren que Barney tiene más habilidades en comparación con Homer, lo que le suma ventajas para ser elegido. No obstante, cuando se encontraban celebrando, Barney bebió un poco de champán y recuperó su adicción, pese a que la bebida no tenía alcohol. En «Days of Wine and D'oh'ses», luego de ver un vídeo de sí mismo en estado de ebriedad durante la fiesta de su cumpleaños, decidió dejar de beber. Asistió a reuniones de Alcohólicos Anónimos y tomó clases para aprender a pilotear helicópteros.

## Personaje

### Creación
Groening dijo que la inspiración para la creación de Barney fue el personaje Pablo Mármol de Los Picapiedra. En un principio los escritores querían que el personaje fuera el vecino y mejor amigo de Homer, aunque más tarde decidieron hacerlo un alcohólico, sin dejar la amistad entre estos dos de lado. En su lugar, crearon a Ned Flanders para que fuera el vecino de la familia Simpson. Groening dijo que al ya no ser el vecino de la familia, terminaron convirtiendo a Barney en «lo más patético posible». Los escritores del programa también señalaron que una fuente de inspiración para crearlo fue «Crazy Guggenheim», un personaje interpretado por el comediante Frank Fontaine en The Jackie Gleason Show. Según Groening, parte del motivo por el cual se le añadió su adicción a la bebida fue porque había «una especie de regla no definida que impedía que se bebiera en un programa de comedia. Así que, por supuesto, hicimos eso». También basaron su personalidad en Norm Peterson —interpretado por George Wendt— de la serie Cheers.
En la primera temporada, Barney tenía el cabello rubio. Más tarde, la producción lo cambió a castaño porque el color de pelo coincidía con el de la piel. Groening explicó que quería que solo la familia Simpson tuviera el cabello rubio. El director de animación, Rich Moore, creó el apartamento de Barney —un lugar sucio y poco amueblado a simple vista— basándose en el suyo y en los de otros animadores que trabajaron en el programa. En un principio, los escritores pensaban en hacerlo dueño de «Barney's Bowl-A-Rama» —la «Bolera de Barney» en español—. Sin embargo, luego de hacerlo «patético» no pudieron considerarlo propietario de un negocio, así que en el episodio «And Maggie Makes Three» se explica que su tío Al es el dueño del lugar.

### Voz y doblaje

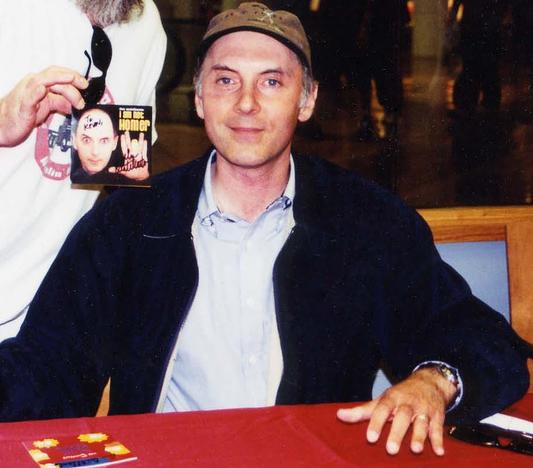
Dan Castellaneta, actor de voz que interpreta a Barney Gumble.

La voz de Barney es interpretada por Dan Castellaneta, quien también pone su voz para otros personajes, incluyendo al protagonista Homer, y ha puesto voz al personaje en todos los episodios de la serie, menos en «Homer's Barbershop Quartet», donde en las escenas de canto es doblado por un integrante de The Dapper Dans. Hasta 1998 Castellaneta cobraba 30 000 dólares por episodio y, después de una renegociación de contrato, llegó a cobrar 125 000 dólares por capítulo hasta 2004. En ese año los actores de voz exigieron que ellos debían cobrar 360 000 dólares por episodio. La cuestión fue resuelta un mes más tarde y Castellaneta pasó a ganar 250 000 dólares por episodio. En Hispanoamérica, fue doblado por Bardo Miranda hasta la decimoquinta temporada, siendo reemplazado por Gerardo Vásquez tras el conflicto de los actores de doblaje con la empresa. Sin embargo, con el regreso de gran parte del primer elenco del doblaje de la serie en la temporada 32, Bardo Miranda volvería para darle voz a Barney una vez más. En España, fue doblado por Luis Marín de la temporada 1 a la 23, luego por Miguel Zúñiga de la 24 a la 28, y desde la temporada 29 es doblado por Juan Carlos Lozano.

### Sobriedad
Castellaneta tuvo la idea de que Barney entre en sobriedad desde los principios de la serie. Junto a su esposa Deb Lacusta, escribió un guion y se lo mostró al productor ejecutivo Al Jean. A Jean le gustó la historia, pero tuvo que rechazarla porque era demasiado similar al guion del episodio «Duffless», en el que estaban trabajando. Castellaneta y Lacusta esperaron varios años y nuevamente ofrecieron su guion, esta vez con algunos retoques. Al escritor Mike Scully le gustó la idea aunque le hizo algunos cambios. La historia terminó convirtiéndose en «Days of Wine and D'oh'ses», que se emitió por primera vez el 9 de abril de 2000. El episodio fue dirigido por Neil Affleck, quien dijo que sentía «un gran interés en ver a Barney sobrio». Sin embargo, a varios empleados de la producción no les gustó la idea de emitir el capítulo e indicaron que ver sobrio a Barney no sería divertido para la audiencia. Castellaneta comentó: «Barney sigue siendo un niño-hombre torpe [...] aún tiene quince años de alcohol metidos en sus venas».
Después de varias discusiones para determinar el futuro del personaje, los guionistas del programa decidieron dejar a Barney sobrio durante un par de temporadas. Para indicar su sobriedad, se le modificó ligeramente la apariencia —por ejemplo, se le acomodó el cabello— y Castellaneta alteró su voz —dejó de arrastrar las palabras—. Barney siguió siendo visto en «Moe's» bebiendo lattes. Esta nueva adicción a la cafeína fue sugerida por el escritor y productor David Mirkin, que tenía amigos que al dejar de beber alcohol se convirtieron en adictos al café.

## Recepción y productos
El sitio web Filmcritic.com lo clasificó en el decimoctavo puesto en su lista «Los veintiún mejores alcohólicos en cine y televisión de todos los tiempos». IGN lo ubicó en la quinta posición de su lista de 2006 sobre «Los 25 mejores personajes secundarios de Los Simpson», definiéndolo como «una confiable fuente de humor [...] Algunas veces está sobrio, pero seamos sinceros, por el bien de la comedia, Los Simpson es mejor con un borracho fanfarroneando en la taberna de Moe». La revista Entertainment Weekly colocó al episodio «Mr. Plow» en la sexta posición de su lista de «Los mejores veinticinco capítulos de Los Simpson». Dan Castellaneta ganó el Premio Primetime Emmy a la mejor actuación de voz en 2004 por «Today I am A Clown», por interpretar a varios personajes, entre ellos Barney.
La fábrica Playmates Toys creó una serie de muñecos de personajes de la serie para su línea de juguetes llamada «World of Springfield»; entre esas figuras se encuentra Barney, que es representado en tres formas. La primera, lanzada al mercado en agosto de 2000, lo muestra con su aspecto habitual. La segunda lo representa con su chaqueta de «Plow King» y salió a la venta en enero de 2003. El tercer muñeco, un Toys «R» Us que fue lanzado en julio de 2003, es parte de una edición especial y tiene la vestimenta de los Be Sharps. La canción «A Boozehound named Barney» del episodio «Simpsoncalifragilisticexpiala(Annoyed Grunt)cious» fue incluida en el álbum Go Simpsonic with The Simpsons. Además, Barney aparece en la atracción de simulación The Simpsons Ride, lanzada en 2008 por Universal Studios Florida y Universal Studios Hollywood.